# Gabriel Urdaneta
Gabriel José Urdaneta Rangel (ur. 7 stycznia 1976 w Méridzie) – wenezuelski piłkarz występujący na pozycji pomocnika.

## Kariera klubowa
Urdaneta karierę rozpoczynał w 1994 roku w zespole Universidad de Los Andes. W 1995 roku odszedł do Deportivo Unicol, a w 1996 roku trafił do Atlético Zulia. W 1997 roku wywalczył z nim wicemistrzostwo Wenezueli, a rok później mistrzostwo Wenezueli. W 1998 roku ponownie został graczem Universidadu de Los Andes. Spędził tam rok i w 1999 roku przeniósł się do Caracas FC. W 2000 roku zdobył z nim Puchar Wenezueli.
Po tym sukcesie Urdaneta wyjechał do Szwajcarii, by grać w tamtejszym FC Luzern ze Swiss Super League. Na początku 2002 roku przeniósł się do niemieckiego drugoligowca, zespołu Waldhof Mannheim. W 2. Bundeslidze zadebiutował 8 lutego 2002 roku w przegranym 1:4 pojedynku ze SpVgg Greuther Fürth. W Waldhofie spędził rok.
W styczniu 2003 roku Urdaneta wrócił do Szwajcarii, gdzie został graczem FC Lugano, grającego w drugiej lidze. Po pół roku przeniósł się do innego drugoligowca, SC Kriens. Jego barwy reprezentował przez rok. W 2004 roku przeszedł do pierwszoligowego BSC Young Boys. Pierwszy ligowy mecz zaliczył tam 17 lipca 2004 roku przeciwko FC St. Gallen (3:3). Graczem Young Boys był przez 1,5 roku.
Na początku 2006 roku Urdaneta odszedł do zespołu FC Vaduz z Liechtensteinu, ale grającego w drugiej lidze szwajcarskiej. Spędził tam pół roku. W połowie 2006 roku wrócił do Wenezueli. Został zawodnikiem klubu UA Maracaibo. W 2007 roku wywalczył z nim wicemistrzostwo Wenezueli. W 2008 roku odszedł do Estudiantes Mérida. Następnie grał w Deportivo Italia i Deportivo Anzoátegui, a w 2011 roku zakończył karierę.

## Kariera reprezentacyjna
W reprezentacji Wenezueli Urdaneta zadebiutował 2 czerwca 1996 roku w zremisowanym 1:1 pojedynku eliminacji Mistrzostw Świata 1998 z Chile. W 1997 roku znalazł się w drużynie na Copa América. Zagrał na nim w meczach z Boliwią (0:1) i Peru (0:2), a Wenezuela odpadła z rozgrywek po fazie grupowej.
W 1999 roku ponownie wziął udział w Copa América. Na tamtym turnieju, który Wenezuela zakończyła również na fazie grupowej, wystąpił w spotkaniach z Brazylią (0:7), Chile (0:3) i Meksykiem (1:3, gol).
W 2001 roku Urdaneta po raz ostatni został powołany do kadry na Copa América. Zagrał na nim w meczach z Chile (0:1) i Ekwadorem (0:4), a Wenezuela odpadła z turnieju po fazie grupowej.
W latach 1996–2005 w drużynie narodowej Urdaneta rozegrał łącznie 77 spotkań i zdobył 9 bramek.